# Capri (sziget)
Capri (ejtsd: kápri) sziget Olaszországban, a Nápolyi-öböl déli részén, a Sorrentói-félszigethez közel. Kellemes éghajlatának köszönhetően már a rómaiak korában népszerű üdülőhely volt. A sziget területén két község osztozik: Anacapri és Capri. A számos római kori emlék mellett, pl. Villa Jovis, fő természeti látnivalói a tengerből kiemelkedő Faraglioni-sziklák, valamint a híres Kék-barlang. Capri szigete a mondén világ egyik legdivatosabb nyaralóhelye, a Nápolyba látogató turisták elmaradhatatlan zarándokhelye.

## Földrajz

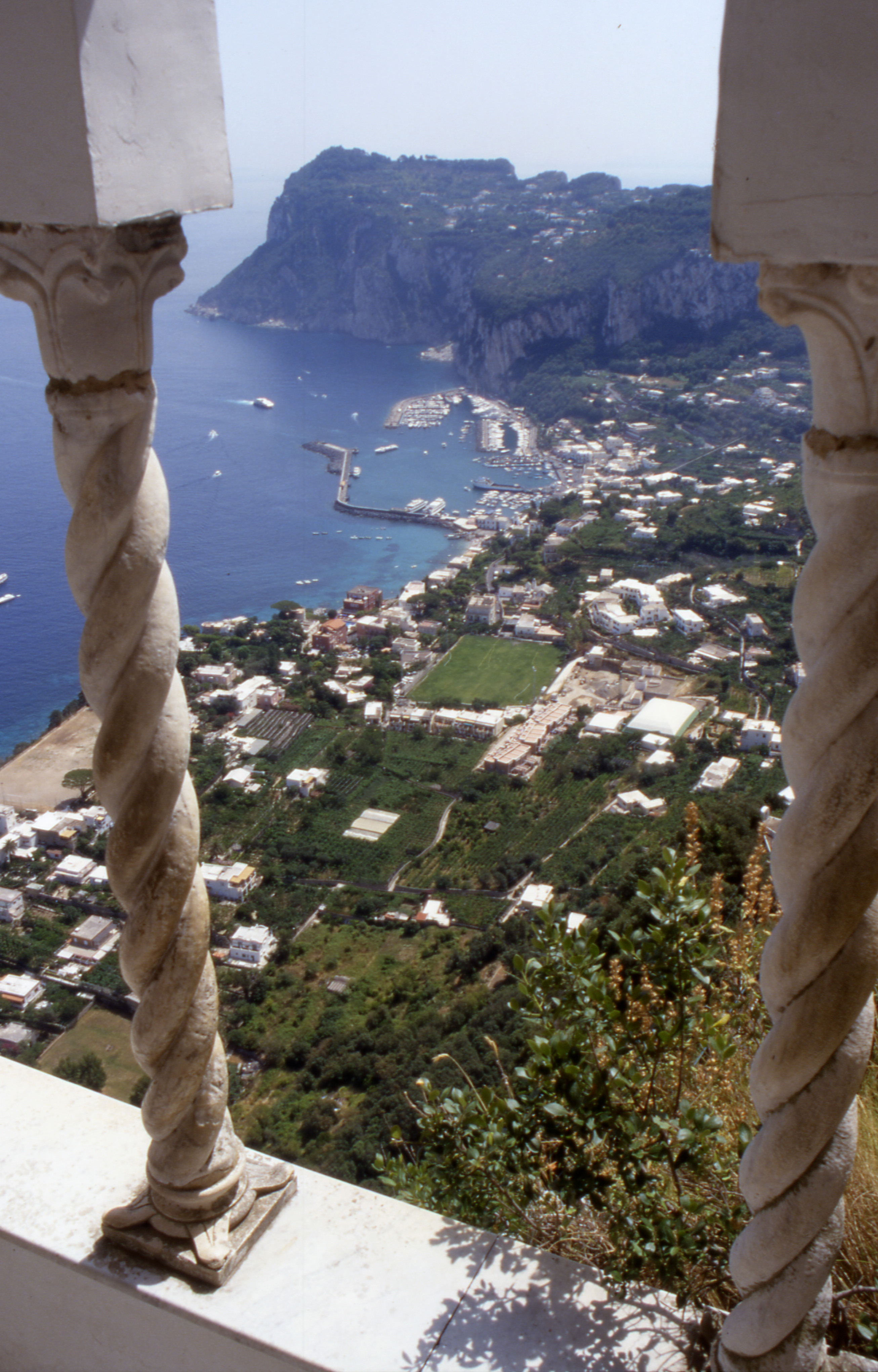

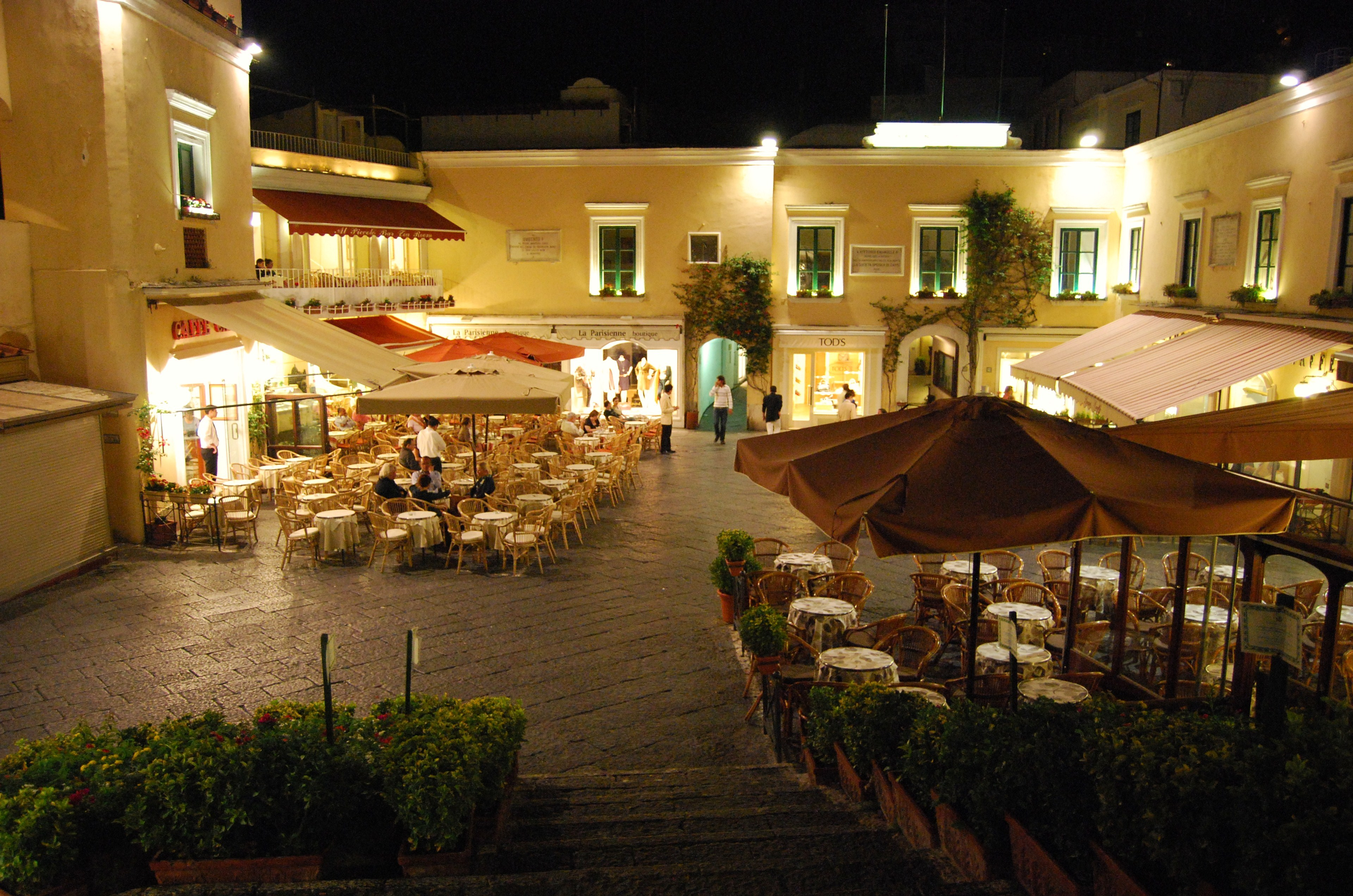
A piazzetta

Capri a szomszédos Ischia és Procida szigetekkel ellentétben karszteredetű. Eredetileg egybefüggött a Sorrentói-félszigettel,  amelyet később részben elborított a tenger.  Capri morfológiája komplex. Hegyei közepesek: a Monte Solaro 589 méter, a Monte Tiberio 334 méter magas, több tágas fennsíkja van, a legfontosabb maga  "Anacapri".
Capri partjai erősen tagoltak, számos barlanggal és öböllel. Leghíresebb sziklái a Faraglioni-sziklák, három ki sziget közel a parthoz. Caprin nincsenek ivóvízforrások

### Élővilág
A szigeten endemikus, és igen ritka fajok is élnek, mint a  kék gyík (Lacerta viridens faraglionensis), aminek az egyik Faraglioni szikla az egyetlen természetes élőhelye.

## Története
Capri szigete a földtörténeti ókorban még összefüggött a Sorrentói-félszigettel. A kőkorszakban már lakott hely volt, miként egyik barlangjából előkerült eszközök is bizonyítják.

### Ókor
Capri neve valószínűleg a görög kaprosz szóból ered, melynek jelentése vaddisznó. Egyes tanulmányok viszont nevét a latin capreae szóból eredeztetik, melynek jelentése kecskék. Az ókorban is voltak írók, akik eredetét a héber kapraim (két város szigete) szóval magyarázták, amiből arra is következtettek, hogy első lakói föníciaiak lehettek. A régészeti leletek tanúsága szerint a sziget első lakosai görög telepesek voltak, akik i. e. 6. században érkeztek a szigetre. Településükről ma csak néhány falmaradvány tanúskodik. A sziget i. e. 326-tól Nápolyhoz tartozva az anyavárossal együtt romanizálódott. Először Augustus császár figyelt fel a sziget szépségeire, amikor i. e. 29-ben idelátogatott, sőt közvetlenül halála előtt is itt volt, bár semmi nyoma sem maradt építkezéseinek. A sziget szépsége annyira megragadta, hogy hajlandó volt elcserélni a Nápoly tulajdonában levő Caprit a jóval nagyobb Ischia szigetével. Utódja, Tiberius császár, aki 67 éves korában emberkerülő lett, ide vonult vissza és nagyszabású építkezésekbe kezdett 27 és 37 között. Közel tíz évig innen kormányozta birodalmát. Ittléte sok szörnyű legenda forrása volt, amit gyűlölői, a nagy történetíró Tacitus és Suetonius adtak örökségül a világnak. Tiberius halála után a szigetet lassan-lassan elfelejtették. Commodus császár 182-ben testvérének adta a szigetet. 366-ban az összes régi épülete összedőlt a nagy földrengés következtében. Később csak a Monte Cassinó-i apátság feljegyzéseiben szerepel a sziget, amelyek elmondják, hogy egy római patrícius, Tertullus az apátságnak adományozta a szigetet népeivel együtt.

### Középkor
866-ban Lajos császár Amalfinak adományozta a szigetet. Évszázadokon át tengeri kalózok pusztításainak volt kitéve. A szaracénok támadásai elleni védekezés érdekében a sziget lakosai a kikötő környékéről magasabb vidékre költöztek, a mai Capri város helyére. A középkor során a Nápolyi Királysághoz tartozott, de a királyságban végbemenő politikai változások kevésbé befolyásolták a sziget és egyben a város életét.

### Újkor
A sziget népe 1656-ban pestis következtében csaknem teljesen kipusztult. A megmaradottak egy Roberto Brancaccio nevű szigetbeli fiatalembert gyanúsítottak, hogy Nápolyból behozta a járványt, mert magával hozta halott menyasszonyának lehúzott jegygyűrűjét. Csak a 18. században kezdett ismét benépesülni, amikor a Bourbon-királyok kedvenc tartózkodási helye, vadászterülete lett. A 19. század elején, a napóleoni háborúk idején a sziget egy időre angol birtok, parancsnoka az a Lowe ezredes, aki később Napóleon „börtönőre” lett Szent Ilona-szigeti száműzetésében. Az angolok „kis Gibraltár”-rá építették ki a szigetet, amely végül ismét Nápoly birtokába került vissza. Ezek az utolsó események, a különböző erődítmények gyors építése tette tönkre az antik épületek megmaradt romjait, bár már előbb is történtek kísérletek a régi emlékek megmentésére.

### A modern kor
Capri szigetének idegenforgalma 1826-ban kezdődött, amikor híre járt a Kék-barlang (Grotta Azzurra) szépségének. Később a kor híres német romantikusai írásaikkal népszerűsítették a szigetet és népét. A 20. század elején két évig Makszim Gorkij is a sziget lakója volt, ahol Lenin is felkereste. 
Az első világháború után a nagy olasz költő, Ada Negri és a svéd író-orvos, Axel Munthe tette írásaival népszerűvé Caprit. Itt élt és dolgozott Hajnal János, a milánói dóm és római templomok világhírű festője. Élete utolsó éveiben a lengyel Jan Styka, a Racławicei körkép és az Erdélyi körkép festője is itt telepedett le.

## Települések
|  | Anacapri | Anacapri a sziget nyugati részén fekszik. Legmagasabb pontja a Monte Solaro (589 m), második legmagasabb pontja a Monte Cappello (514 m). A település központja 275 méteres magasságon fekszik. Délknyugati részén található a Carena-fok (olaszul Punta Carena) az ottani világítótoronnyal, északi részén pedig a híres Kék-barlang (Grotta Azzurra).                                                           |
|  | Capri    | A sziget keleti részét foglalja el. Anacapritól a Monte Solaro (589 méter) és a Monte Cappello (514 méter) választja el. A település keleti részén emelkedik a Monte Tuoro (266 méter) és a Monte Tiberio (335 méter). A települést a nagy kikötőtől (Marina Grande) a 262 méter magas Monte San Michele nyereg választja el. A településhez tartoznak a sziget délkeleti részén található Faraglioni sziklák is. |

## A Grotta Azzurra
Capri legfontosabb látnivalója a Grotta Azurra, azaz a Kék-barlang. Nevét onnan kapta, hogy a víz alatt beszűrődik ide a napfény és kék fény világítja meg a barlangot. Ezt a mélykék színt Capri-kéknek is nevezik. A barlang 60 méter magas és 25 méter széles,  ezért csak kis, néhány fős csónakok férnek be.

## Galéria

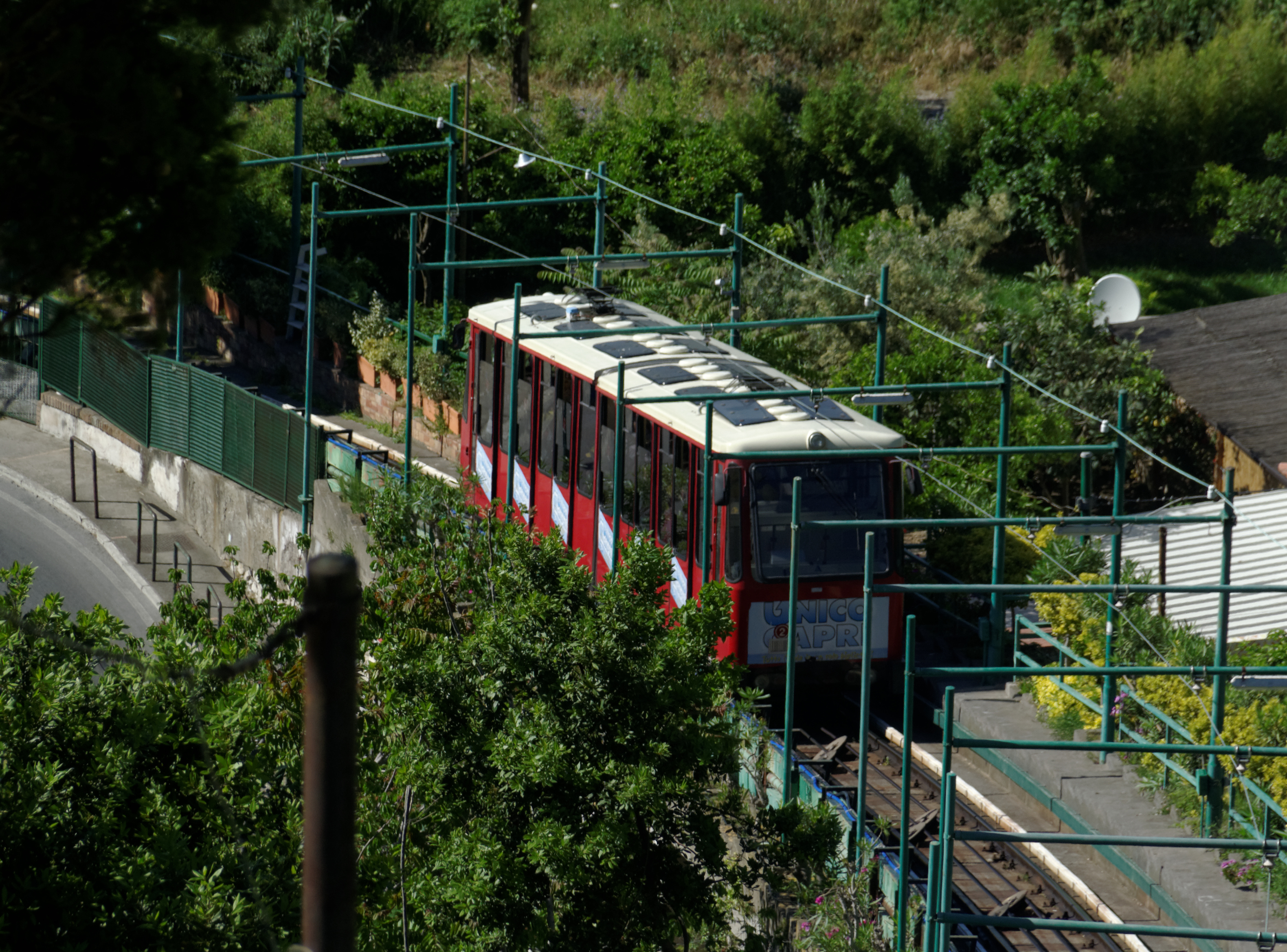
A sikló, háttérben a kikötő
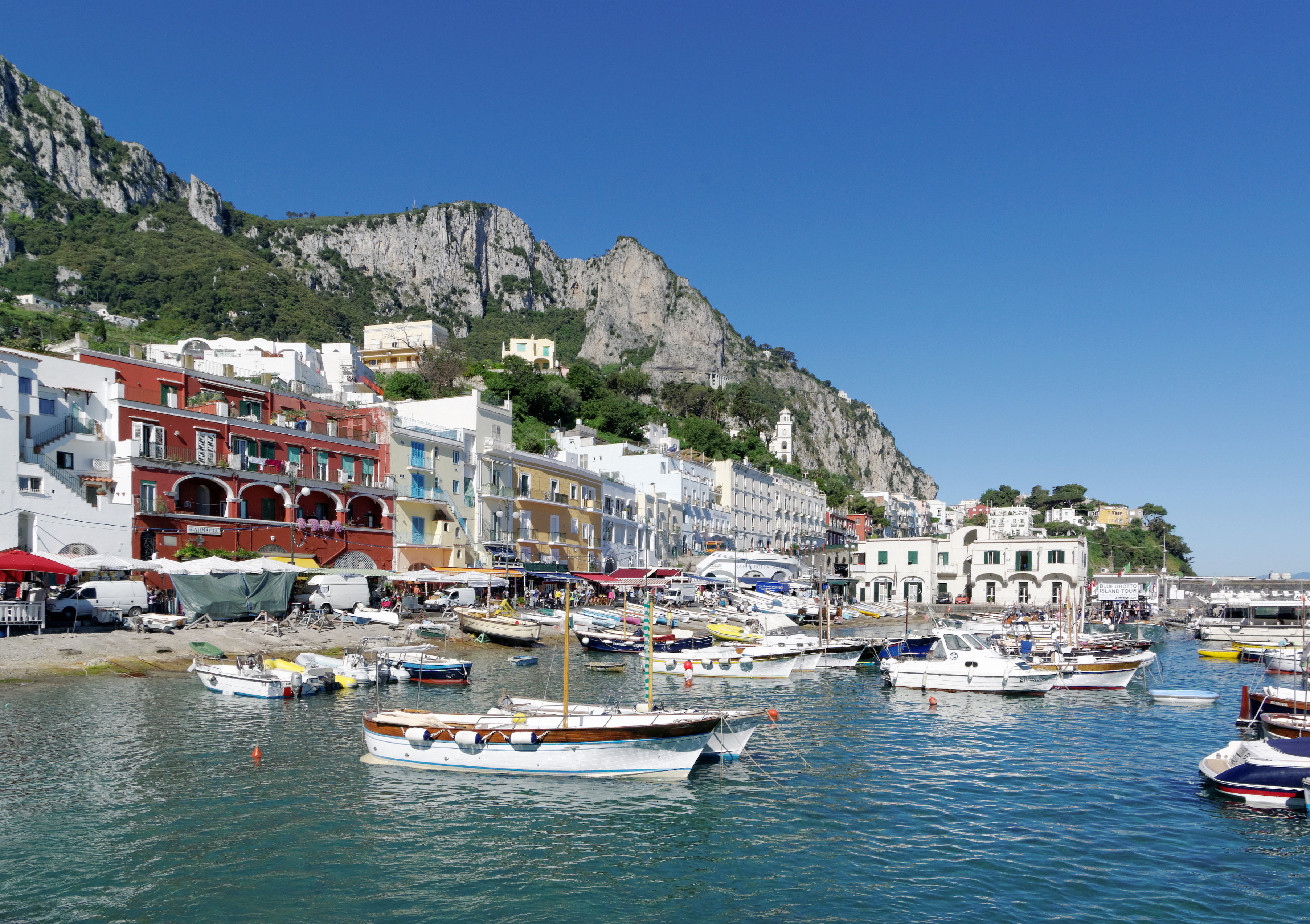
A kikötő (Marina Grande)
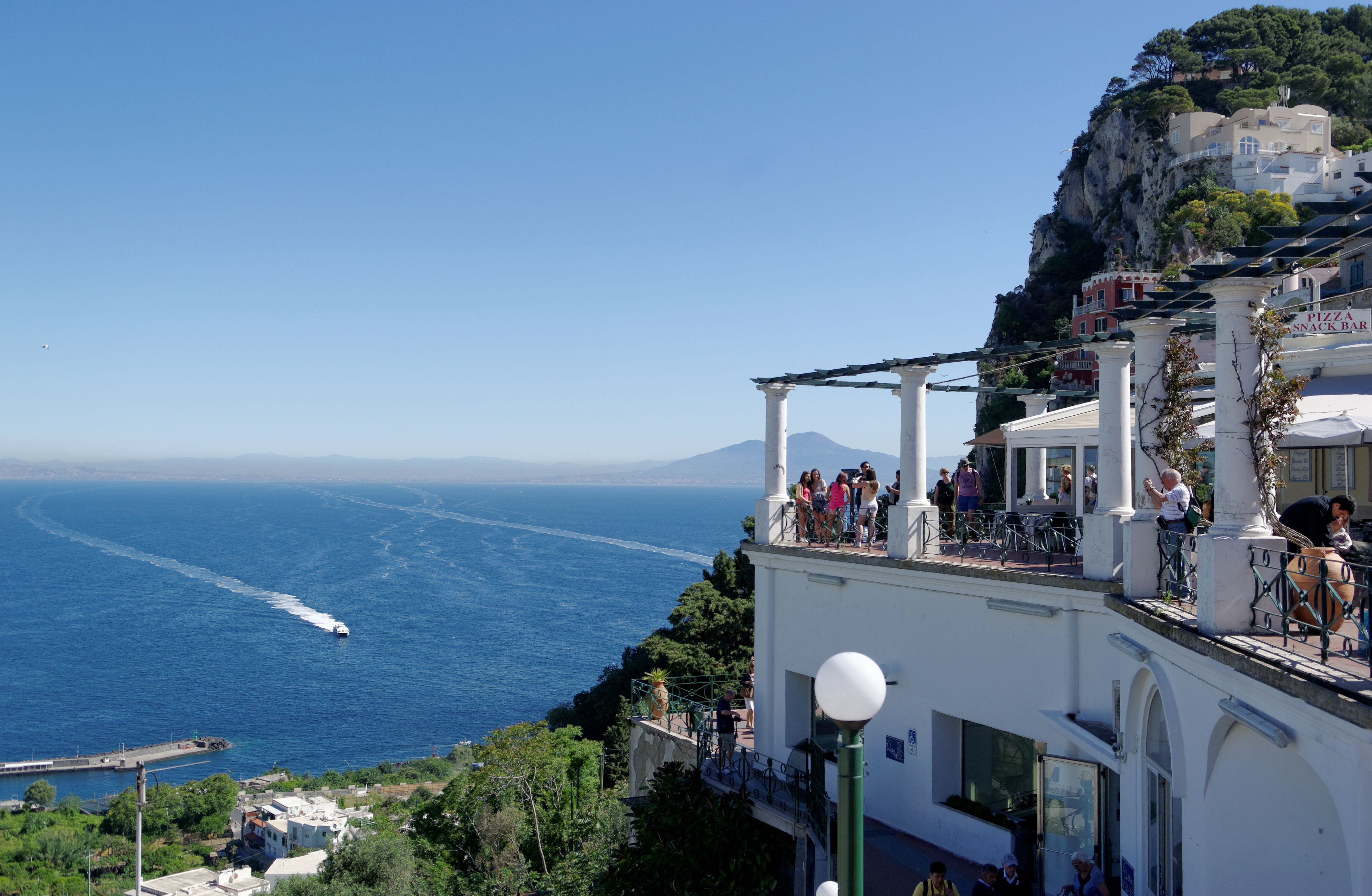
Kilátás a Piazzettáról
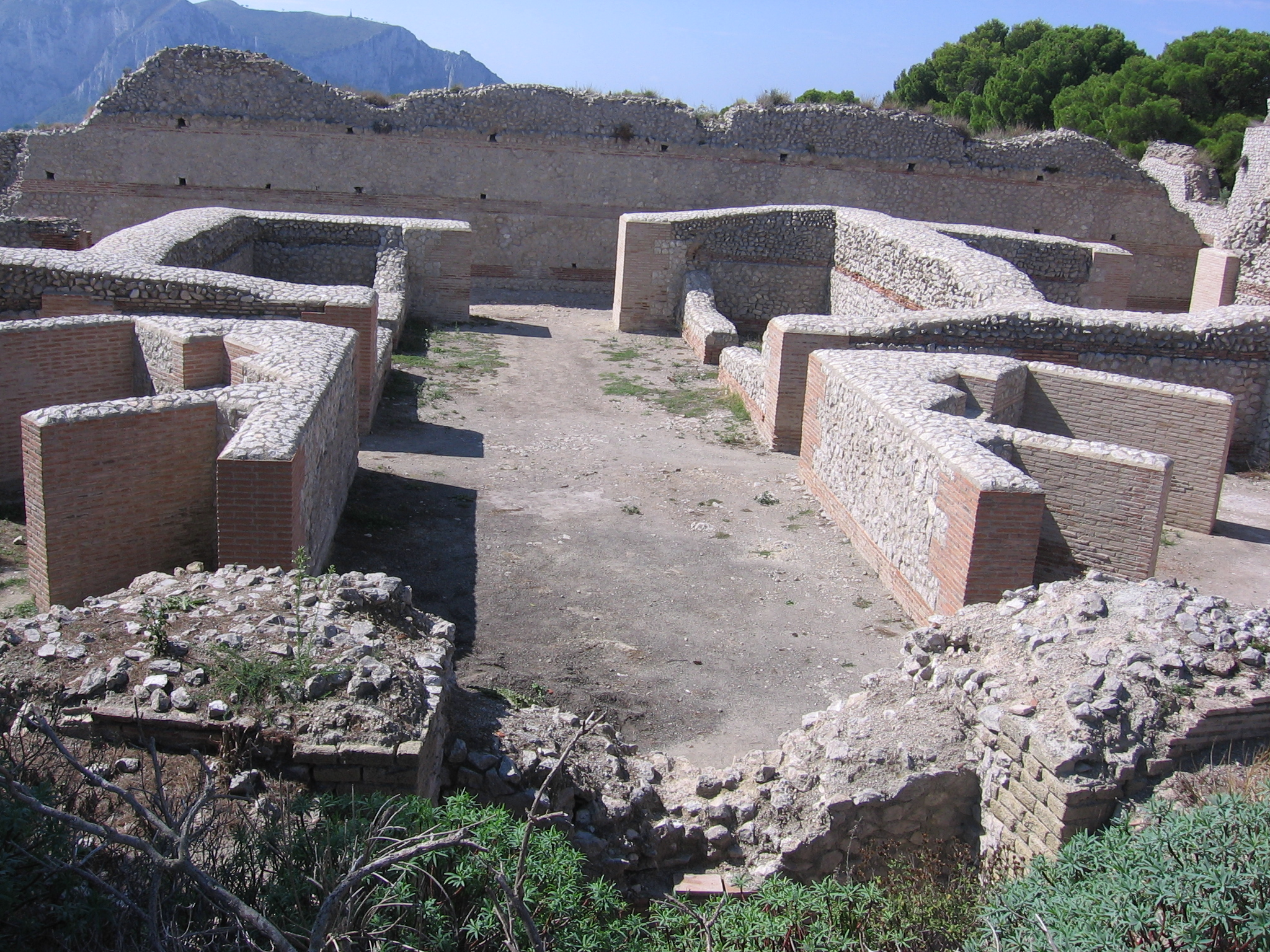
Villa Jovis romjai
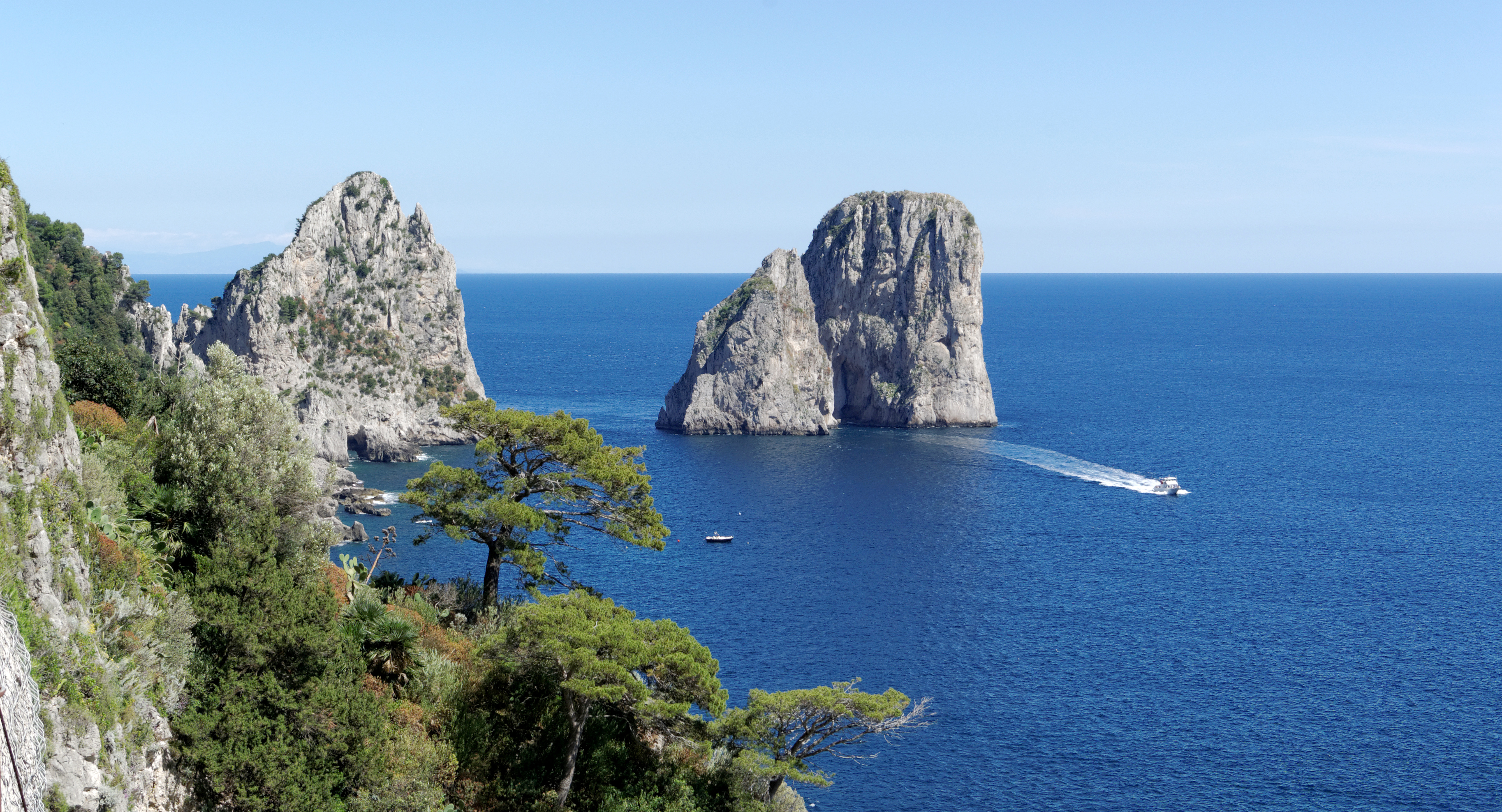
A Faraglioni sziklák
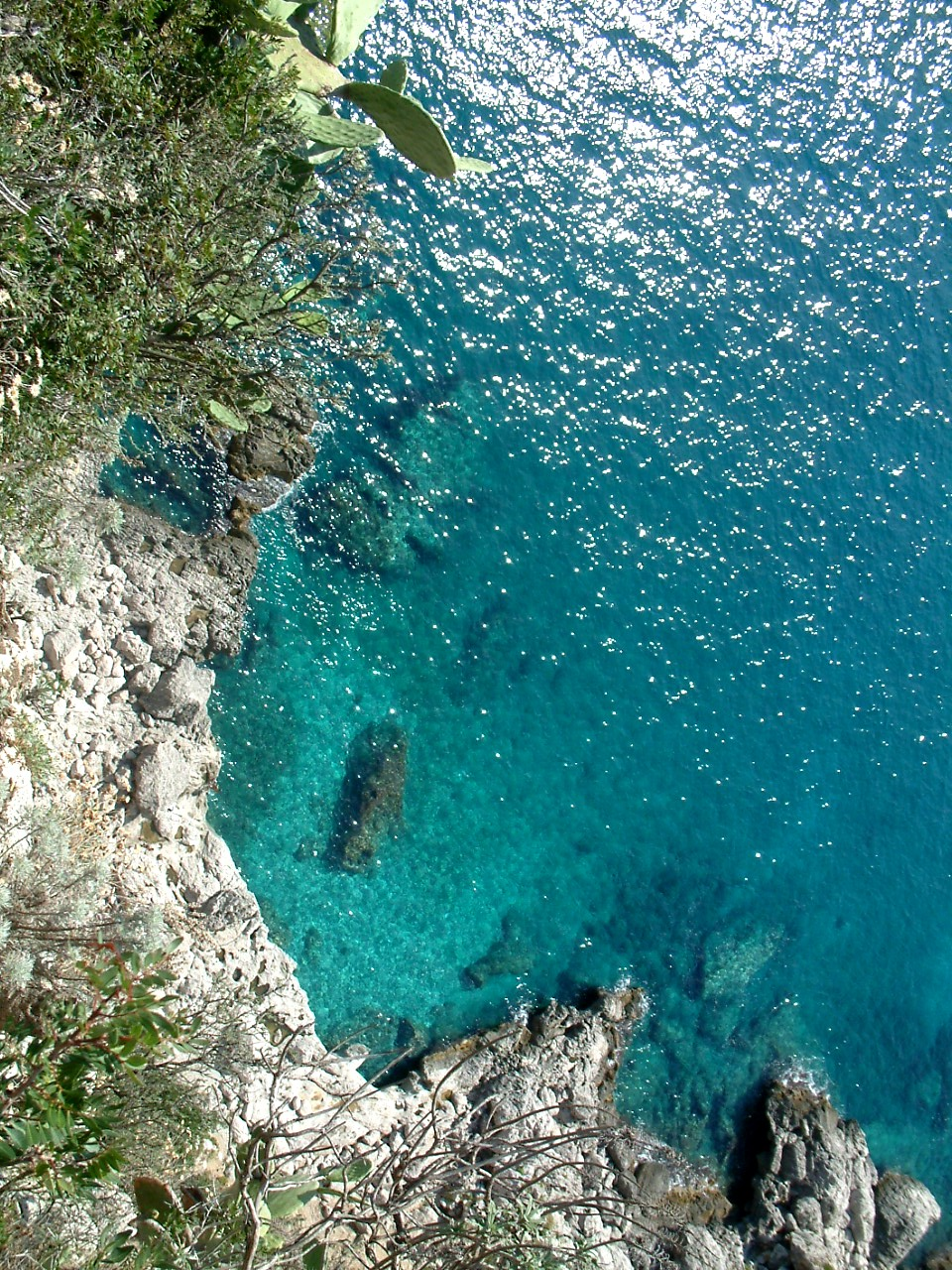
Kilátás Augustus kertjeiből
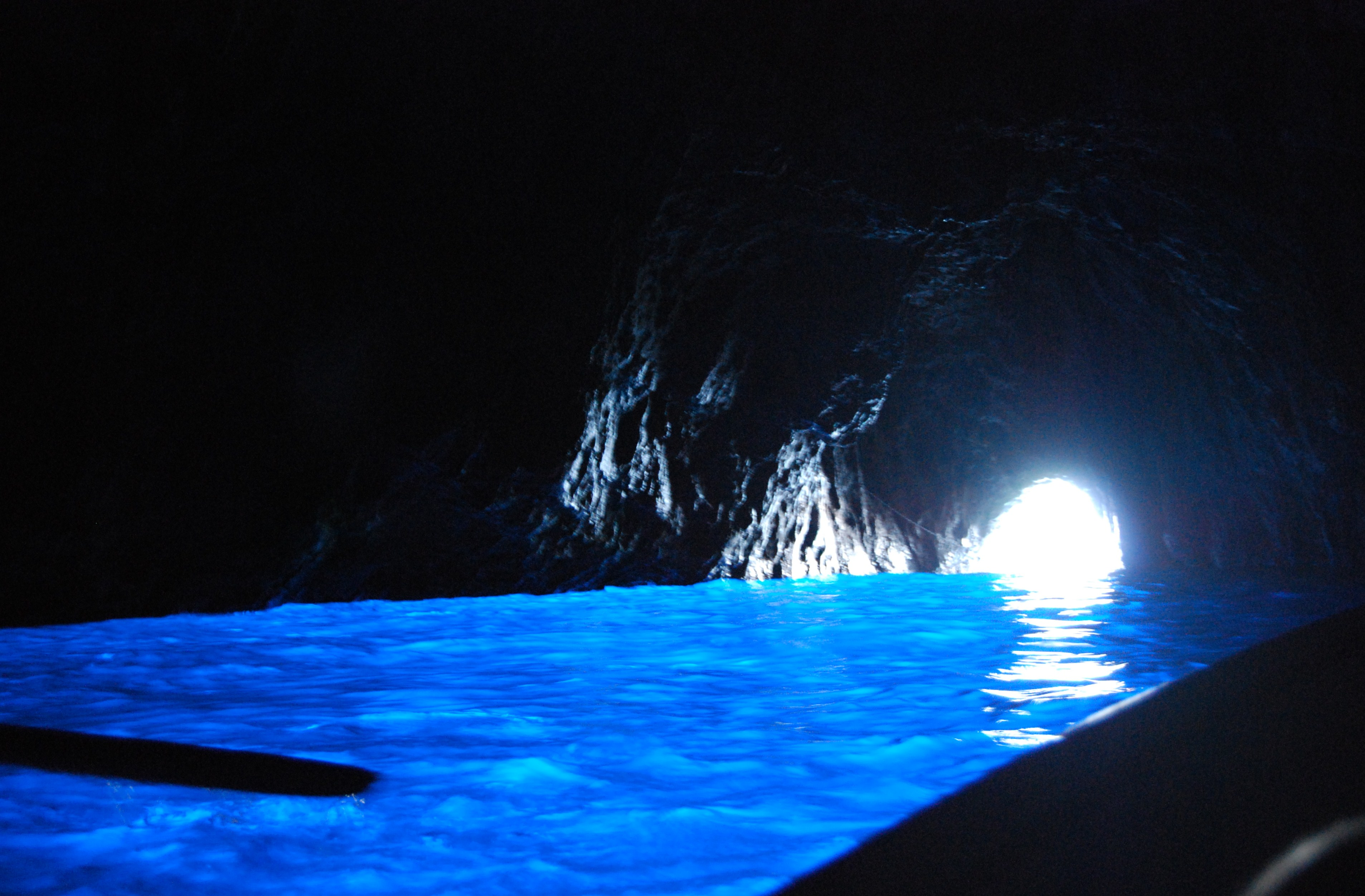
A Kék-barlang
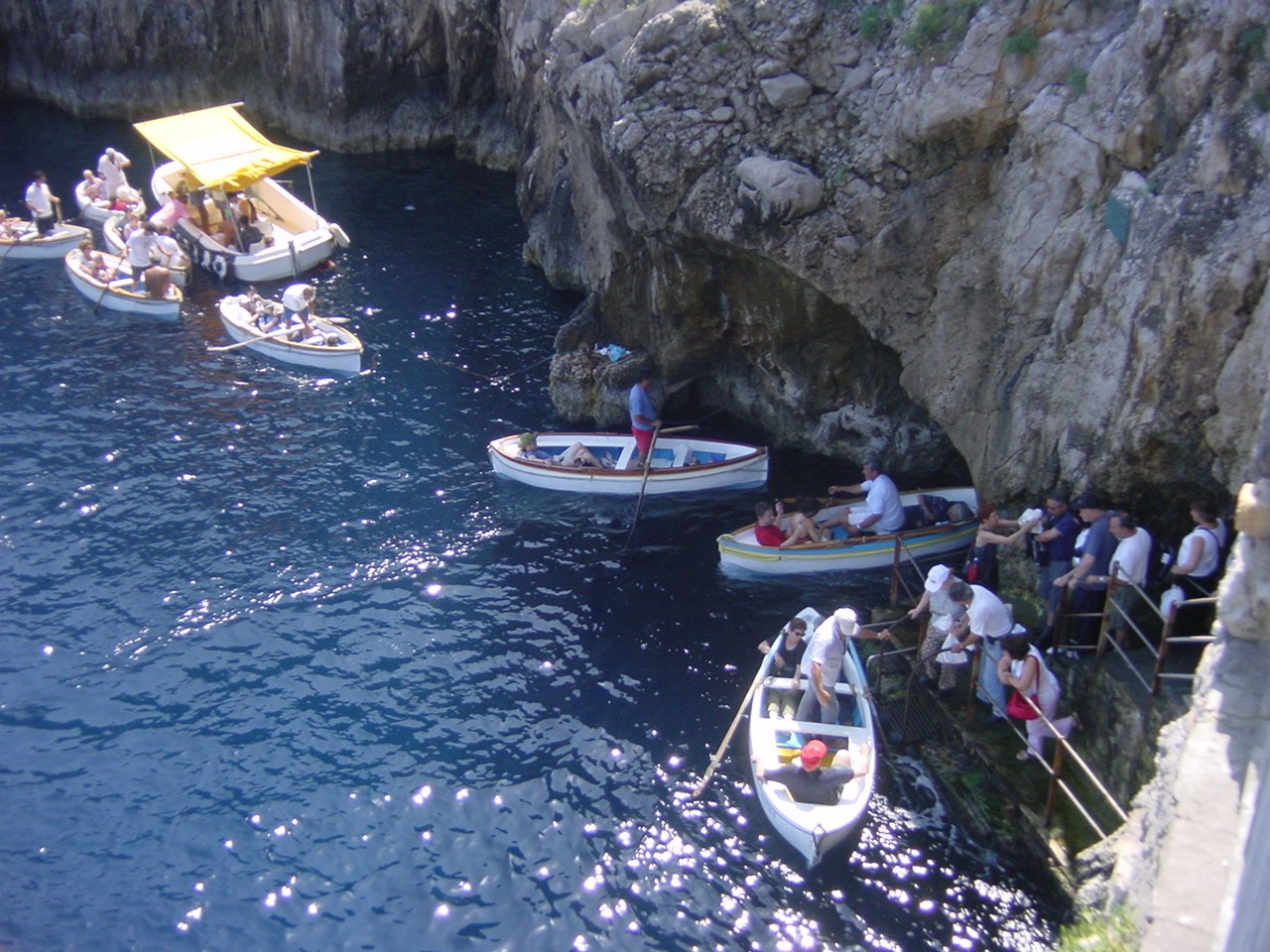
Csónakok a Kék-barlang bejáratánál
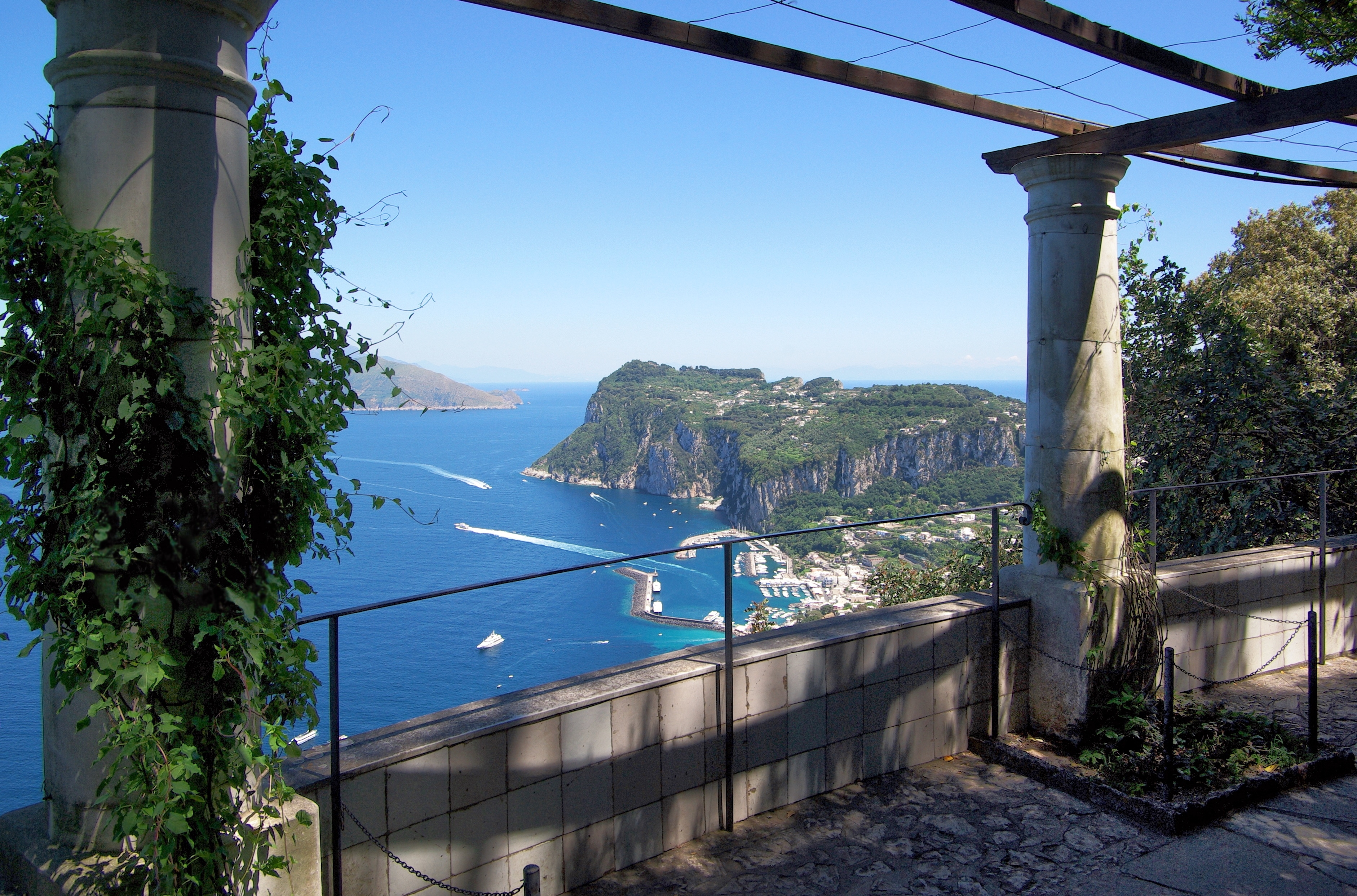
Villa San Michele
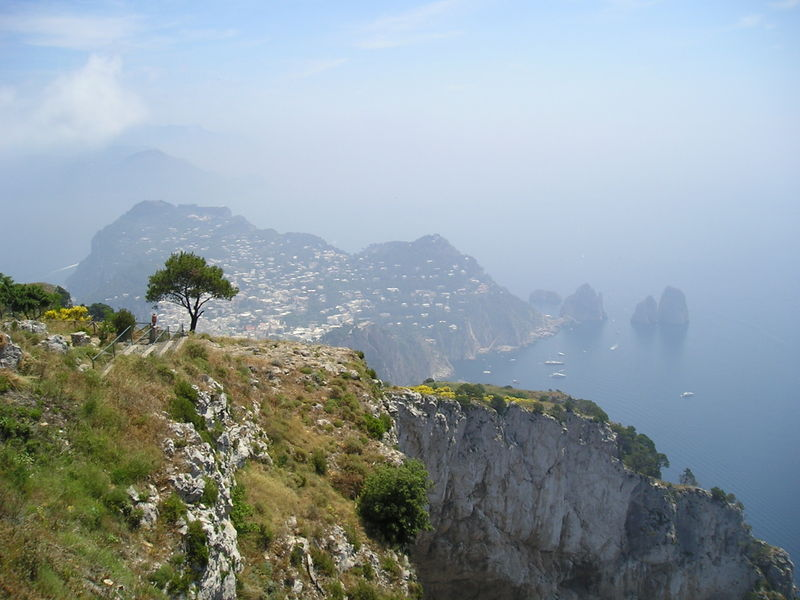
Kilátás Anacapriból